# Hilara longesetosa
Hilara longesetosa är en tvåvingeart som beskrevs av Gabriel Strobl 1910. Hilara longesetosa ingår i släktet Hilara och familjen dansflugor. Inga underarter finns listade i Catalogue of Life.